# Indiai feketerigó
Az indiai feketerigó (Turdus simillimus) a madarak osztályának verébalakúak (Passeriformes) rendjébe és a rigófélék (Turdidae) családjába tartozó faj.

## Rendszerezése
A fajt Thomas C. Jerdon angol zoológus írta le 1839-ben.

## Alfajai
- Turdus simillimus simillimus (Jerdon, 1839) 2000  méteres magasságban fészkel a Nyugati-Ghátokban, India nyugati részén és a Nilgiri-hegységben.
- Turdus simillimus nigropileus (Lafresnaye, 1840) 1820  méteres magasságban fészkel a Nyugati-Ghátokban, India nyugati részén és a Nyugati-Ghátok északi, valamint középső vidékein. Ezen alfaj bizonyos egyedei télire délebbre húzódnak. A hím barnás-palaszürke árnyalatú, sötét sapkával, míg a nőstény közepesen barna tollazatú, amely mellső részein halványabb árnyalatú. Kicsi, de viszonylag széles sárga kör fut e madarak szeme körül.[4]
- Turdus simillimus spencei, melyet William Spence brit etimológusról neveztek el, nagyon hasonló a nigropileushoz, de kevésbé jellegzetes sapkája van. Fészkelőhelye a Keleti-Ghátok, Indiában. Nem bizonyított, bár gyakran használt feltevés, hogy a nigropileus alfajba integrálódott a Nallamala-dombságban.[5][4]
- Turdus simillimus bourdilloni (Seebohm, 1881), melyet Thomas Fulton Bourdillon erdőmérnökről neveztek el, elterjedt a 900 méteres magasságban Kerala déli részén és Tamilnádunál.
- Turdus simillimus kinnisii (Blyth, 1851), melyet John Kinnisről neveztek el, aki a brit hadsereg sebésze volt Srí Lankán, Srí Lanka hegyvidéki területein fészkel 900 méteres magasság fölött. A hím egyöntetűen kékesszürke árnyalatú és a nőstény is hasonló, csak barnával vegyítve. Mérete a nigropileus alfajéhoz hasonló, de szemei körül vöröses-narancssárga gyűrű található. [2]

## Előfordulása
India és Srí Lanka területén honos. Természetes élőhelyei a szubtrópusi vagy trópusi száraz erdők, síkvidéki és hegyi esőerdők, gyepek és cserjések, valamint ültetvények és vidéki kertek. Vonuló faj.

## Megjelenése
Átlagos testhossza 22 centiméter, testtömege 60-94 gramm.
|  |

## Természetvédelmi helyzete
Az elterjedési területe rendkívül nagy, egyedszáma pedig stabil. A Természetvédelmi Világszövetség Vörös listáján nem fenyegetett fajként szerepel.